# Super Bowl VIII
Super Bowl VIII je bio završna utakmica 52. po redu sezone nacionalne lige američkog nogometa. U njoj su se sastali pobjednici AFC konferencije Miami Dolphinsi i pobjednici NFC konferencije Minnesota Vikingsi. Pobijedili su Dolphinsi rezultatom 24:7, kojima je to bio drugi osvojeni naslov, također drugi zaredom.
Utakmica je odigrana na Rice Stadiumu u Houstonu u Texasu, kojem je to bilo prvo domaćinstvo Super Bowla.

## Tijek utakmice
| Četvrtina | Vrijeme | Momčad | Informacija o promjeni rezultata                                             | Rezultat | Rezultat |
| Četvrtina | Vrijeme | Momčad | Informacija o promjeni rezultata                                             | Dolphins | Vikings  |
| --------- | ------- | ------ | ---------------------------------------------------------------------------- | -------- | -------- |
| 1         | 9:33    | MIA    | touchdown probijanjem (Csonka), uspješan pokušaj za dodatni poen (Yepremian) | 7        | 0        |
| 1         | 1:22    | MIA    | touchdown probijanjem (Kiick), uspješan pokušaj za dodatni poen (Yepremian)  | 14       | 0        |
| 2         | 6:02    | MIA    | field goal (Yepremian)                                                       | 17       | 0        |
| 3         | 8:44    | MIA    | touchdown probijanjem (Csonka), uspješan pokušaj za dodatni poen (Yepremian) | 24       | 0        |
| 4         | 13:25   | MIN    | touchdown probijanjem (Tarkenton), uspješan pokušaj za dodatni poen (Cox)    | 24       | 7        |

## Statistika utakmice

### Statistika po momčadima
| Statistika                                                      | Miami Dolphins | Minnesota Vikings |
| --------------------------------------------------------------- | -------------- | ----------------- |
| Prvih pokušaja                                                  | 21             | 14                |
| Ukupno osvojenih jardi                                          | 259            | 238               |
| Broj napada probijanjem                                         | 53             | 24                |
| Ukupno jardi osvojenih probijanjem                              | 196            | 72                |
| Broj napada s kompletiranim dodavanjem/ukupno napada dodavanjem | 6/7            | 18/28             |
| Ukupno jardi osvojenih dodavanjem                               | 63             | 166               |
| Izgubljenih lopti                                               | 0              | 2                 |
| Prekršaji (izgubljenih jardi)                                   | 1 (4)          | 7 (65)            |
| Vrijeme posjeda lopte (min:s)                                   | 33:45          | 26:15             |

### Statistika po igračima
| Quarterback          | Dodavanja* | Yds** | TD*** | Int**** |
| -------------------- | ---------- | ----- | ----- | ------- |
| Bob Griese (MIA)     | 6/7        | 73    | 0     | 0       |
| Fran Tarkenton (MIN) | 18/28      | 182   | 0     | 1       |

Napomena: * - broj kompletiranih dodavanja/ukupno dodavanja, ** - ukupno jardi dodavanja, *** - broj touchdownova (polaganja), **** - broj izgubljenih lopti